# 郭元乡
郭元乡，是中华人民共和国四川省阿坝藏族羌族自治州九寨沟县下辖的一个乡镇级行政单位。

## 行政区划
郭元乡下辖以下地区：
郭元一村、郭元二村、金字村、回龙村、青龙村、水田村、水沟村、抹地村和沟里村。